# Кампомађоре II (Терни)
Кампомађоре II је насеље у Италији у округу Терни, региону Умбрија.
Према процени из 2011. у насељу је живело 38 становника. Насеље се налази на надморској висини од 242 м.